# Allan Jones
Pour les articles homonymes, voir Allan Jones (homonymie) et Jones.
Allan Jones, né le 14 octobre 1907 à  Old Forge en Pennsylvanie et mort d'un cancer le 27 juin 1992 à New York, est un acteur et chanteur américain.

## Biographie
De 1936 à 1957 (divorce), il est marié à l'actrice Irene Hervey (1909-1998). De leur union est né (en 1938) le chanteur Jack Jones.

## Filmographie partielle

### Cinéma
- 1935 : Imprudente Jeunesse (Reckless) de Victor Fleming
- 1935 : Une nuit à l'opéra (A Night at the Opera) de Sam Wood
- 1936 : Rose-Marie de W. S. Van Dyke
- 1936 : Show Boat de James Whale
- 1937 : Un jour aux courses (A Day at the Races) de Sam Wood
- 1937 : L'Espionne de Castille (The Firefly) de Robert Z. Leonard
- 1938 : Everybody Sing d'Edwin L. Marin
- 1939 : Lune de miel à Bali (Honeymoon in Bali) d'Edward H. Griffith
- 1939 : The Great Victor Herbert d'Andrew L. Stone
- 1940 : Une nuit sous les tropiques (One Night in the Tropics) d'A. Edward Sutherland
- 1940 : The Boys from Syracuse d'A. Edward Sutherland
- 1942 : Moonlight in Havana d'Anthony Mann
- 1943 : Rhythm of the Islands de Roy William Neill
- 1945 : Honeymoon Ahead de Reginald Le Borg
- 1964 : La diligence partira à l'aube (Stage to Thunder Rock) de William F. Claxton
- 1965 : A Swingin' Summer de Robert Sparr
- 1970 : Un homme nommé Sledge (A Man Called Sledge) de Vic Morrow